# Reagrupamento Valônia-França
O Reagrupamento Valônia-França ou Valónia-França (em francês:  Rassemblement Wallonie-France, ou RWF), conhecido em Bruxelas como Reagrupamento Bruxelas-França (em francês:  Rassemblement Bruxelles-France ou RBF), é um pequeno partido político da Bélgica que desenvolve a sua actividade na região de Valónia e na Região de Bruxelas-Capital. O seu objectivo é a integração da Valônia, de Bruxelas e dos seis municipios flamengos com facilidades linguísticas para os francófonos no arredor de Bruxelas na França.